# الدوري الفلبيني لكرة القدم
الدوري الفلبيني لكرة القدم هي مسابقة كرة القدم بين أندية الفليبين .
البطل الحالي هو نادي سيريز.

## وصلة خارجية
- Philippines - List of Champions, RSSSF.com